# Bisdom Drohiczyn

kerkprovincie Białystok:
1. Aartsbisdom Białystok
2. Bisdom Drohiczyn
3. Bisdom Łomża

Het bisdom Drohiczyn (Latijn: Dioecesis Drohiczinensis, Pools: Diecezja drohiczyńska) is een in Polen gelegen rooms-katholiek bisdom met zetel in de stad Drohiczyn. Het bisdom behoort tot de kerkprovincie Białystok, en is samen met het bisdom Łomża suffragaan aan het aartsbisdom Białystok.

## Geschiedenis
- 5 juni 1991: Opgericht als bisdom Drohiczyn uit delen van het bisdom Pinsk in Wit-Rusland.

## Zetelkerk
- Kathedraal van de Heilige Drie-eenheid

## Bisschoppen van Drohiczyn
- 1991–1994 Wladyslaw Jedruszuk
- 1994-2014 Antoni Pacyfik Dydycz
- 2014-heden Tadeusz Pikus

### Hulpbisschoppen in Drohiczyn
- 1992-1994 Jan Chrapek

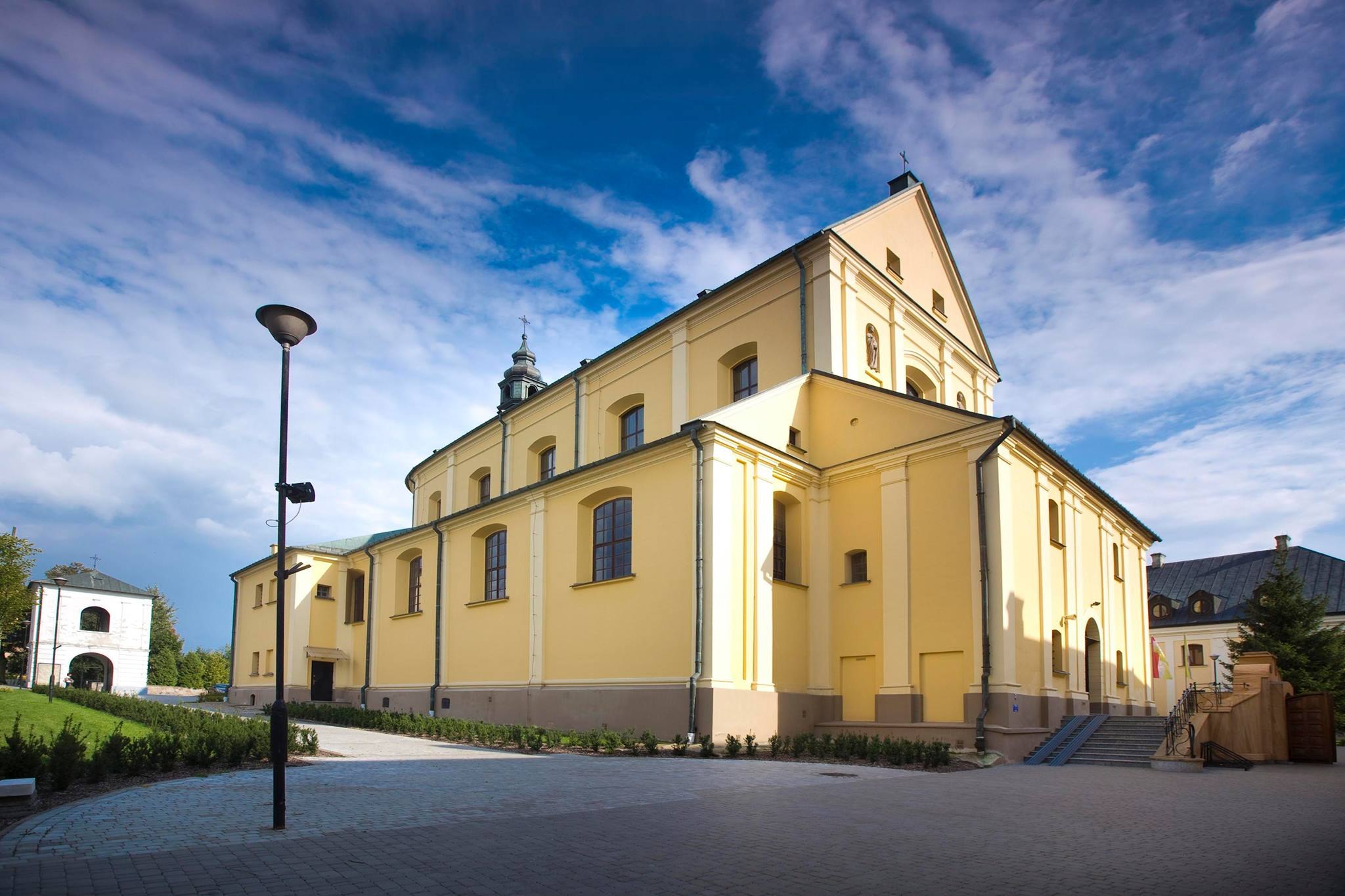
Kathedraal van Drohiczyn
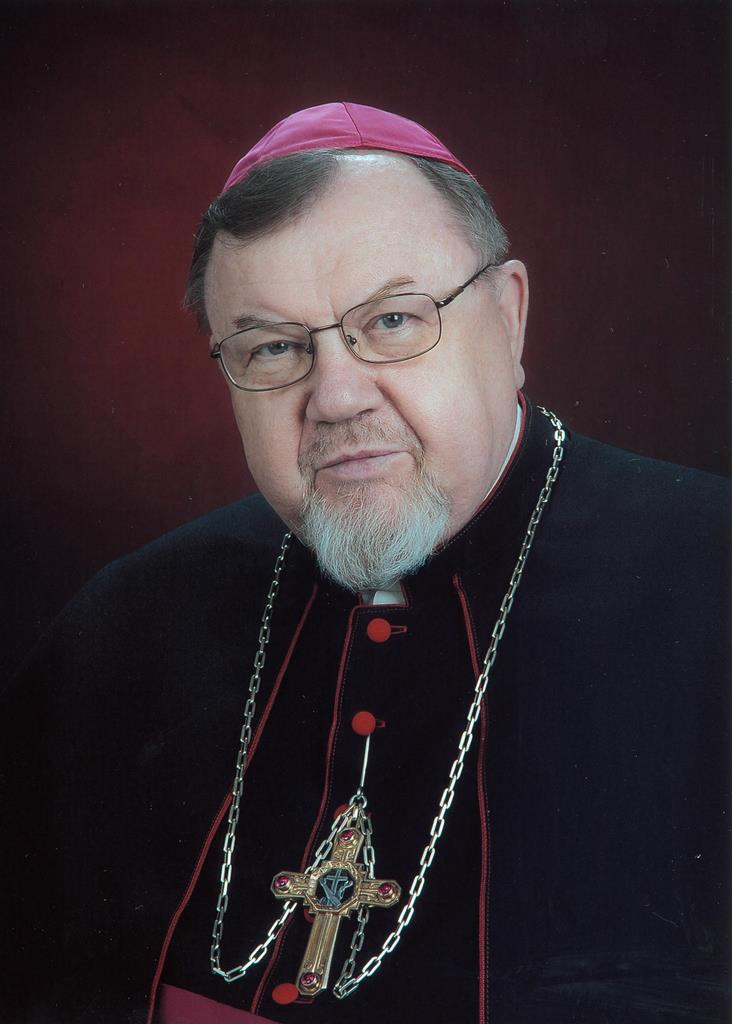
Bisschop Antoni Dydycz
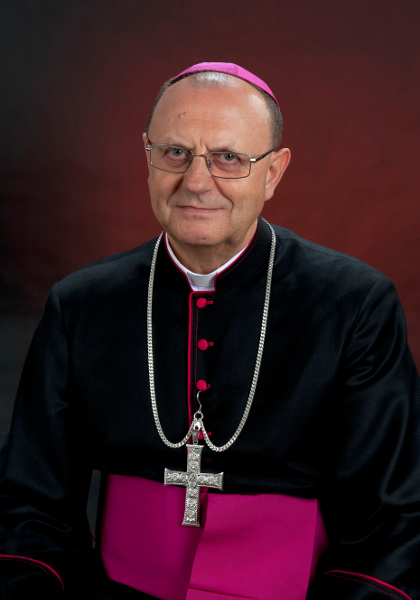
Bisschop Tadeusz Pikus